# Kurudagi, Ron
Kurudagi là một làng thuộc tehsil Ron, huyện Gadag, bang Karnataka, Ấn Độ.